# Dienstverpflichtung
Eine Dienstverpflichtung ist eine staatliche Verpflichtung von Menschen, bestimmte Dienste, so den Wehrdienst oder vergleichbare zivile Dienste, zu leisten. Im übertragenen Sinn wird die Bezeichnung auch für im Notfall durch den Arbeitgeber angeordnete Arbeitsleistungen verwendet.

## Geschichte
Seit den Befreiungskriegen in den Jahren 1813/14 war die Einführung der allgemeinen Wehrpflicht in Preußen durch das Gesetz über die Verpflichtung zum Kriegsdienst vom 3. September 1814 fester Bestandteil. Damit war eine grundsätzliche Aufwertung des Soldatenstandes verbunden, denn bis dahin hatten gemeine Soldaten als gesellschaftlich deklassiert gegolten. Der Militärdienst, zu dem auch die Söhne des Adels und des Bürgertums eingezogen wurden, galt nun als Ehrendienst und die Armee als „Schule der Nation“. Wehrpflichtige aus den „gebildeten Ständen“ konnten sich als „Einjährig-Freiwillige“ melden und hatten nach diesem Jahr die Aussicht, sich zum Reserveoffizier weiterbilden können (was mit viel gesellschaftlichem Prestige verbunden war). 
Die nach dem Ersten Weltkrieg abgeschaffte Wehrpflicht wurde mit dem Wehrgesetz vom 21. Mai 1935 wieder eingeführt. Dadurch konnten erstmals in der deutschen Geschichte auch Frauen im Krieg dienstverpflichtet werden. 

„Im Kriege ist über die Wehrpflicht hinaus jeder deutsche Mann und jede deutsche Frau zur Dienstleistung für das Vaterland verpflichtet.“

Vorausgegangen waren der Freiwillige Arbeitsdienst und die Landhilfe während der Weimarer Republik. 1938 wurde dann für Frauen das Pflichtjahr in Land- oder Hauswirtschaft und im darauffolgenden Jahr auch der zunächst nur für die männliche Jugend geltende Reichsarbeitsdienst für die Durchführung gemeinnütziger Aufgaben vorgeschrieben. Die Arbeitsdienstpflicht für Frauen wurde 1941 noch um den Kriegshilfsdienst der sog. Arbeitsmaiden ausgeweitet. Somit war die rechtliche Voraussetzung für die Wehrmachthelferin geschaffen, auf die im Krieg zurückgegriffen wurde. Von dem Generalbevollmächtigten für den Arbeitseinsatz wurde 1943 zur Nutzung aller verfügbaren Ressourcen im Totalen Krieg eine Meldepflicht für „Aufgaben der Reichsverteidigung“ eingeführt, die Männer vom 16. bis zum 65. Lebensjahr und Frauen vom 17. bis zum 45. Lebensjahr einschloss. Die Arbeitszeit wurde auf bis zu 14 Stunden verlängert. 
Gem. Art. 12 Abs. 2 GG darf niemand zu einer bestimmten Arbeit gezwungen werden, außer im Rahmen einer herkömmlichen allgemeinen, für alle gleichen öffentlichen Dienstleistungspflicht. Der im Zuge der Notstandsverfassung 1968 eingeführte Artikel 12a des Grundgesetzes für die Bundesrepublik Deutschland normiert in Abs. 3 und Abs. 4 zivile Dienstleistungen für Zwecke der Verteidigung einschließlich des Schutzes der Zivilbevölkerung durch Gesetz oder auf Grund eines Gesetzes. Das Grundrecht der freien Wahl des Arbeitsplatzes (Artikel 12 des Grundgesetzes) gilt zwar auch in Spannungszeiten und im Verteidigungsfall. Die Agentur für Arbeit kann im Spannungs- und Verteidigungsfall aber ein Arbeitsverhältnis zur Sicherstellung lebens- und verteidigungswichtiger Aufgaben durch Verpflichtungsbescheid begründen, wenn sich nicht genügend Freiwillige melden (§ 1, § 2 Nr. 2 und 3, § 4, § 10, § 11, § 13 des Arbeitssicherstellungsgesetzes).
Eine Dienstverpflichtung im heutigen deutschen Arbeitsrecht im Sinne eines uneingeschränkten Direktionsrechts des Arbeitgebers gibt es dagegen nicht. Die Grenzen dieses Weisungsrechts des Arbeitgebers ergeben sich aus dem Arbeitsvertrag, der Stellenbeschreibung, einem Tarifvertrag, entsprechenden Betriebsvereinbarungen, etwaigen Dienstplänen und schließlich aus den vorhandenen gesetzlichen Regelungen. Der Arbeitnehmer hat in außergewöhnlichen Notfällen aufgrund seiner Treuepflicht gegenüber dem Arbeitgeber aber Anweisungen auch in seiner arbeitsfreien Zeit zu befolgen und muss z. B. eine Arbeitsleistung erbringen, wenn ein sonst drohender nicht wieder gutzumachender Schaden vom Betrieb anders nicht abzuwenden ist. Unbillige Weisungen des Arbeitgebers müssen jedoch nicht, auch nicht vorläufig, vom Arbeitnehmer befolgt werden.